# 蕭熙楨
蕭熙楨，字瞿亭，福建永定縣人，清朝政治人物。

## 生平
順治十六年（1659年）己亥科進士，授长沙縣知縣。